# Mount Bulcke
Mount Bulcke (französisch Mont Bulcke) ist ein wuchtiger und 1030 m hoher Berg am südlichen Ausläufer der Brabant-Insel im Palmer-Archipel vor der Westküste der Antarktischen Halbinsel. Er ragt aus einem vereisten, von den Solvay Mountains sich nach Süden erstreckenden Bergkamm auf. An seiner Westseite bindet sich der Bulcke-Finger.
Die Entdeckung geht auf Teilnehmer der Belgica-Expedition (1897–1899) zurück. Der Expeditionsleiter, der belgische Polarforscher Adrien de Gerlache de Gomery, benannte ihn nach Auguste Bulcke aus Antwerpen, ein Sponsor der Forschungsreise. Das Advisory Committee on Antarctic Names übertrug die Benennung 1952 ins Englische.